# Brain (DC Comics)
Brain è un personaggio immaginario, un super criminale che compare nei fumetti pubblicati da DC Comics comunemente come un frequente nemico della Doom Patrol. È un criminale con un intelletto pari a quello di un genio.

## Storia di pubblicazione
Brain comparve per la prima volta in Doom Patrol n. 86, e fu creato da Arnold Drake e Bruno Premiani. Drake successivamente commentò "Utilizzai quello stesso concetto nel fumetto di Jerry Lewis, e nel fumetto di Bob Hope avevo un totem che parlava con lui. Spesso, ho scritto le stesse storie per la comicità che scrivevo per le storie serie. Le ho solo acceso la sua testa".

## Biografia del personaggio
Come scienziato, Brain eseguiva esperimenti sugli animali per accrescere la loro intelligenza. Uno di questi fu un gorilla, a cui diede nome Monsieur Mallah e lo educò per circa un decennio prima di fare di lui il suo assistente personale. Il suo collega, Niles Caulder divenne geloso del suo lavoro e fece in modo che Brain restasse coinvolto in un'esplosione, cosa che distrusse il suo corpo. Sopravvisse solo il suo cervello, che Caulder pensò di mettere dentro un corpo robotico. Mallah salvò il cervello, trasferendolo in una rete computerizzata che lo manteneva funzionante.
Brain e Mallah formarono la Confraternita del Male nella speranza di conquistare il mondo e vendicarsi di Caulder. Caulder, ora noto come "il Capo", attraverso una serie di altri incidenti da lui stesso orchestrati, formò la Doom Patrol (il coinvolgimento di Caulder negli eventi che trasformò la Doom Patrol e Brain fu una retcon decenni dopo la creazione della Doom Patrol e di Brain); originariamente, gli incidenti ebbero luogo in modo naturale. Brain, Mallah, e le attività degli altri membri della Confraternita, li misero alla fine contro i Teen Titans. La Confraternita si oppose alla nuova versione della Justice League, e Brain utilizzò una macchina genetica per prendere le gambe di Flash, l'anello di Lanterna Verde, le corde vocali di Black Canary e gli occhi di Martian Manhunter. Brain venne sconfitto dalla League e dalla Doom Patrol, in quanto la League utilizzò protesi cibernetiche create da Niles Caulder per compensare la perdita dei loro poteri. Aquaman si gettò su Brain, sovraccaricò il controllo del suo anello, e separò Brain dal suo corpo improvvisato.
Durante il periodo di Grant Morrison sulla Doom Patrol, Mallah mise Brain nel nuovo corpo di Robotman (il cervello di Robotman fu rimosso a causa di malfunzionamento). In questo nuovo corpo, Brain confessò a Mallah di essere innamorato di lui. Quando Mallah confessò che si sentiva allo stesso modo, i due si baciarono. Tuttavia, il corpo di Robotman, avendo sviluppato una coscienza e giurò che non sarebbe più stato schiavo di un cervello, innescò un meccanismo di auto-distruzione, ed esplose durante il bacio.
I due ricomparirono successivamente (Brain galleggiava in un barattolo), senza spiegazione su come sopravvissero all'esplosione. La Confraternita cominciò ad invadere le strutture di ricerca genetica per scoprire i segreti della clonazione e creare un nuovo corpo per Brain, così che lui e Monsieur Mallah potessero riprendere la loro relazione.. Dopo un po', il nuovo corpo clonato di Brain cominciò a deteriorarsi, così, Mallah gli tagliò la testa e ripose il suo cervello nuovamente in un barattolo.
Nella storia di Salvation Run, Brain e Monsieur Mallah comparirono tra i criminali che furono inviati sul pianeta Cygnus 4019. Una discussione tra Monsieur Mallah e Gorilla Grodd terminò con l'uccisione di Mallah e Brain per mano di Grodd.
Nel settembre 2011, The New 52 rinnovò la continuità della DC. In questa linea temporale, Brain e Monsieur Mallah aiutarono Gorilla Grodd ad appropriarsi dei resti di Central City nel periodo quando Black era riuscito a conquistare quasi tutto il mondo. Catturarono Animal Man e gli eroi che erano con lui. Il gruppo di Animal Man fu salvato da Frankenstein e la sua Patchwork Army.

## Poteri e abilità
Uno dei più formidabili criminali mai incontrati dalla Doom Patrol, o anche nei fumetti DC, Brain è più di un nemico cerebrale ma anche particolarmente pericoloso a causa di ciò. Ex esperto universale, Brain ha un quoziente intellettivo pari a quello di un genio che utilizza come pianificatore criminale, ed è più che in grado di pianificare crimini perfetti. Brain è completamente risoluto e motivato quasi interamente nella dominazione altrui, nel commettere crimini perfetti, e infine nell'ottenere la vendetta finale contro Niles Caulder.
Abile in psicologia, è anche un maestro della coercizione, inganno e manipolazione, essendo in grado di persuadere quasi chiunque a fare il lavoro sporco per lui, anche al punto dove i suoi agenti sono sotto l'illusione che in realtà non stanno facendo niente di immorale o malvagio. Questo fu inteso più di una volta che era il risultato del controllo mentale ottenuto dall'utilizzo della telepatia da parte di Brain. Fu attraverso queste varie attività cerebrali che Brain fu in grado di unire numerosi criminali sotto la sua guida, e formare la Confraternita del Male.
Anche se spesso sono gli altri a fare da braccio per il suo cervello, il suo assistente più noto è Monsieur Mallah, Brain ha occasionalmente utilizzato agili corpi robot per potersi muovere autonomamente. I diversi aggeggi che vennero utilizzati per sostenere il suo cervello furono disegnati da Brain stesso (che è anche un maestro in biologia e robotica) e si è dimostrato nel corso del tempo resistente e quasi indistruttibile. Nella rara occasione dove Brain fu colto vulnerabile senza la sua protezione robotica o assistenza da parte di altri criminali, si è protetto attaccando i propri avversari tramite la telecinesi.
Eccetto per i momenti che possedette corpi robotici come sopra menzionato, Brain viene spesso illustrato come un normale cervello umano, nonostante ospiti quello che può essere descritto come un pezzo degli scacchi a grandezza naturale che contiene l'equipaggiamento necessario per mantenerlo in vita; fu questa rappresentazione che fu adottata per la versione animata di Brain. Nella serie originale della Doom Patrol, fu regolarmente raffigurato come un cervello senza corpo, muovendosi dentro una cupola sigillata piena di un bagno nutriente, attaccato a numerose macchine, incluso uno speaker che convertiva la sua voce.
Durante uno scontro con la nuova versione della Justice League insieme alla Doom Patrol, Brain utilizzò del materiale genetico fornito dalla misteriosa organizzazione Locus per "rubare" gli occhi di Martian Manhunter, le corde vocali di Black Canary, le gambe di Flash e il braccio destro di Lanterna Verde, donandogli l'accesso alle abilità visive di Martian Manhunter, l'urlo sonico di Black Canary, la velocità di Flash e l'anello del potere di Lanterna Verde. Tuttavia, durante questo periodo lo si vide utilizzare solo l'anello di Lanterna Verde, e fu preso alla sprovvista a causa della sua vulnerabilità al colore giallo. Aquaman fu quindi in grado di sconfiggerlo sovraccaricando l'anello con la volontà di Brain e utilizzandolo per dividerlo dal suo corpo improvvisato.

## Altri personaggi di nome Brain
La DC Comics ebbe precedentemente un altro criminale di nome Brain durante la Golden Age dei fumetti. Fu un comune delinquente che si guadagnò il suo soprannome per il suo acume, e non fu mai letteralmente un cervello. Al fianco di Capitan Bigg, Hopper, False-Face e Rattler fu uno di cinque teppistelli assunti da Black Star per commettere una rapina in banca. Furono tutti fermati dai Sette Soldati della Vittoria.

## Altre versioni

### Smallville
Nell'undicesima stagione della serie televisiva Smallville, Brain comparve insieme a Monsieur Mallah, dove derubarono il Museo del Louvre. Furono entrambi fermati da Superman e Impulse. In questa versione, Brain e Mallah sono amanti.

## Altri media

### Televisione
- Brain comparve come antagonista principale nella quinta e ultima stagione della serie animata Teen Titans, doppiato in originale dall'attore Glenn Shadix in una voce modificata al computer e in italiano da Sergio Lucchetti. Il suo aspetto fu molto simile a quello di un Dalek (nemico principale della famosa serie televisiva fantascientifica britannica Doctor Who), ed infatti i produttori di Teen Titans menzionarono questa serie nelle interviste a proposito della quinta stagione. Quando fu chiesto durante un'intervista, ad una convention non-ufficiale sui Transformers, la TFCon, Derrick J. Wyatt affermò che Brain era "un Dalek totale", dicendo che parlava come uno di loro, e che la somiglianza era intenzionale. Come per Mallah, la sua sessualità non fu menzionata a causa del target d'ascolto giovanile. Considerato il leader della Confraternita del Male, lui (come la sua controparte dei fumetti) è un cervello preservato in un barattolo. Brain sembrò fare veramente poco nel corso della serie, e agì dietro le quinte manovrando gli attacchi dei criminali. Quando comparve nella sua base segreta, lo si vide frequentemente giocare a scacchi con Mallah e paragonarlo al gioco di ingegno che credeva di condurre contro Robin. Nelle rare occasioni in cui lo si vede combattere di persona, sembrò possedere una limitata telecinesi e abilità telepatiche. Si ritrova altrimenti senza difese e ad essere un bersaglio troppo facile troppe volte nella serie, non essendo neanche in grado di difendersi da uno schiaffo alle spalle da parte di Beast Boy. Dato che non può difendersi da solo, deve fare conto quasi del tutto sui suoi subordinati per portare avanti i suoi piani. Fornendo egli stesso la sua intelligenza e il piano, questa dipendenza si dimostrò più che giustificata nell'episodio "La cattura del Re". In questo episodio, Brain utilizzò un comunicatore rubato dei Titans (quello di Robin, per essere precisi, che lo diede a Madame Rouge credendo che fosse Hot Spot) per rintracciare e catturare ogni Titan onorario inviando i nemici a catturarli. Nella maggior parte dei casi, Brain fu in grado di fornire esattamente il nemico adatto (o più di un nemico) necessario a catturare un eroe specifico (per esempio per Speedy inviò Cheshire, che poteva bloccare tutte le frecce di Speedy con i suoi riflessi superiori, e inviò Madame Rouge per catturare Robin). Tuttavia, la dipendenza di Brain sui suoi subordinati alla fine si dimostrò anche la sua sconfitta dati alcuni errori chiave smentendo la sua tipica intelligena; inviò Kardiak a catturare Beast Boy, ma Beast Boy vinse il combattimento; inviò sia Atlas che Adone a catturare Pantha, ma questa li sconfisse entrambi; inviò Cinderblock e Johnny Rancid a catturare Más y Menos, ma i due riuscirono a catturare solo Menos, mentre Más riuscì a fuggire; inviò Fang e Private H.I.V.E. ad abbattere Jericho, ma questi ne uscì vincitore; inviò Warp e See-More a catturare Herald, ma Herald li sconfisse entrambi. Brain sembrò inabile ad aggiustare ogni possibile buco nel piano, e questa mancanza gli costò molto nell'episodio successivo "Titans insieme", in quanto gli eroi rimanenti (più Cyborg, Starfire, e Raven, che anche se non riuscirono ad evitare la cattura riuscirono però ad evadere) si infiltrarono nella sua base per liberare gli eroi catturati. In un ultimo disperato tentativo di fuggire quando le cose si misero male, staccò il barattolo dal resto del suo corpo, allo stesso tempo trasformandolo in un dispositivo a fusione per fare saltare in aria la base così da poter fuggire (dicendo che a volte la strategia migliore era di "pulire il campo"), cosa che fece immediatamente. Mentre stava per fuggire dalla base ormai devastata della Confraternita, Brain fu fermato fuori dall'impalcatura da Beast Boy, che Robin ritrovò pochi secondi prima che il barattolo andasse in frantumi per terra, e successivamente congelato in un secondo da Beast Boy (che fece allusione al cervello congelato, per il disgusto di tutti).
- Brain comparve nell'episodio "Viaggio nel corpo di Batman" della serie animata Batman: The Brave and the Bold, doppiato in originale da Dee Bradley Baker con un forte accento francese. Controllò Chemo e lo utilizzò per attaccare una città del Bialya. Ebbe poi un cameo nell'episodio "Il mondo parallelo". Si unì ad Owlman e ad altri nemici nell'episodio seguente, ma fu sconfitto in una battaglia psichica contro una versione di un mondo alternativo di Batman. A differenza della sua versione in Teen Titans, qui Brain mostrò emozioni, e fece il verso a Batman apertamente mentre tentava di battersi con lui. Oltre ai suoi poteri psichici, dimostrò una varietà di armi montate su bracci robotici estendibili. In "L'ultima pattuglia", lui e Monsieur Mallah presero di mira il Capo, notando la sua vecchia rivalità con lui, solo per finire con il battersi contro Batman. Lui e Monsieur Mallah furono infine sconfitti sulla nave del Generale Zahl.
- Brain comparve nella serie animata Young Justice, doppiato in originale da Nolan North nella prima comparsa e da Corey Burton nelle successive, ed entrambi gli attori utilizzarono un accento francese. Nell'episodio "Rivelazione", si scoprì che Brain è L-6 de La Luce (Consiglio d'Amministrazione del Progetto Cadmus). In "Ologramma", Brain e Monsieur Mallah si unirono a La Luce in un summit con i Reach dentro le caverne di Santa Prisca. Durante uno scontro a tre, tra la Squadra, la Luce e i Reach, Impulso sconfisse Brain disarmandolo delle sue armi.
- Brain comparve nell'episodio "Il cervello di Brian" della serie animata Teen Titans Go!, doppiato in originale da Scott Menville. Catturò i Teen Titans al fine di derubarli dei loro poteri e incanalarli nel suo Progetto B.R.I.A.N. (Brain's Robotic Indistructible Armor Nexus, tradotto come Armatura Robotica Nexus Indistruttibile di Brain). Una gag ricorrente di questo episodio fu che i Titans pensarono che il nome di Brain fosse Brian. Questo causò un po' di confusione tra i Titans che però riuscirono a sconfiggere Brain. Brain fece poi ritorno nell'episodio "La canzone di Cyborg", mostrando un corpo meccanico simile ad un ragno con quattro zampe. In questo episodio, catturò gli altri Titans mentre Cyborg cercò di liberarsi dalla sua dipendenza dalla sua canzone preferita, "The Night Begins to Shine". Durante la fantasia di Cyborg indotta dalla canzone, Brain cercò di fermarlo utilizzando un mecha grande quanto un macigno e un'armata di strani zombie volanti. Con l'aiuto di Monsieur Mallah, Brain fu in grado di distruggere la cassetta di Cyborg, rendendolo inoffensivo. Gli altri Titans, però, cantarono la canzone per Cyborg, potenziandolo di nuovo, e permettendogli così di sconfiggere Mallah e Brain.
- Brain comparve nell'episodio "The Brain Buster" della serie animata Justice League Action, doppiato in originale da Jim Ward[13]. Lui, insieme a Batman, Mister Terrific, Lex Luthor e il Calcolatore furono rapiti da Mr. Mind che si fece passare per un essere cosmico per vedere chi nel gruppo era più intelligente, facendoli partecipare a tre sfide.

### Videogiochi
- Brain compare in DC Universe Online, doppiato da Leif Anders.
- Brain compare come boss finale della versione DS di Batman: The Brave and the Bold - il Videogioco.
- Brain ha un cameo in Injustice: Gods Among Us. Lo si può vedere nel livello "Insurgency" dove si trova al fianco della tuta da combattimento di Lex Luthor.

### Miscellanea
- Brain comparve nel n. 29 della serie a fumetti Teen Titans Go!.
- Anche se non comparve mai in Justice League di persona, una versione di Brain di questa continuità comparve in una storia basata sulla serie, dove la League mise in scena una falsa ed elaborata "asta" per attirare tutti i loro nemici in un unico luogo. Quando Brain capì cosa stava per accadere, cercò di dedurre chi dei membri dell'asta fosse un Leaguer travestito, ma le sue deduzioni furono sventate dalla supposizione che Superman, Batman e Wonder Woman non erano tra i Leaguers presenti (in quanto presumibilmente congelati nel tempo da Chronos) e riuscì a rintracciare solo Flash, Lanterna Verde, Hawkgirl e Martian Manhunter, quando in realtà anche il ruolo di Chronos fu uno specchio per le allodole (Chronos non era altri che Batman sotto mentite spoglie), e la League riuscì a catturare i criminali.